# Влада Теокаревић и комп.
Влада Теокаревић и комп. су биле фабрике за производњу свих врста тканина у Параћину и Вучју код Лесковца, као и велелепне продавнице штофа у Београду.
Теокаревићи су одмах после Првог светског рата одлучили да прошире пословање - Димитрије - Мита Теокаревић у Краљевини Срба, Хрвата и Словенаца са синовима Владом, Лазом и Славком подигао је 1921. године у Параћину сопствену фабрику. Заправо, он је за себе задржао фабрику гајтана у Стојковцу, касније Вучју, а у Параћину основао предузеће под називом „Влада Теокаревић и комп." Мита Теокаревић је припремио своје синове за посао индустријалца. Сви су се образовали у Немачкој, Француској, Белгији и Енглеској. Тамо су изучили најмодернију технологију текстилне индустрије и то своје знање применили у новој фабрици. Индустрија Теокаревић је врло брзо освојила производњу свих врста вунених тканина, а оријентација је била на сигурно Министарство војске, којем испоручује тканине и готове моделе. Вредност целокупне имовине Теокаревића је 1925. године процењена на 45 милиона динара, а имовина фабрике штофа је у односу на 1922. године дуплирана. Фирми 1928. године приступа и сестрић Владе Теокаревића, инж. Предраг Николић који, осим свог у Енглеској стеченог знања, доноси и пет милиона динара у новцу и машинама. Граде се нови енергетски капацитети, проширује ткачница, дозиђује и друг спрат на предионици чешљаног предива. Према Теокаревићима највише је ишла на руку протекционистичка политика државе према домаћој индустрији. Домаћи произвођачи, а међу њима и текстилци, били су заштићени високим царинама. Тим пре што је 1920. године од укупног увоза на текстил одлазило 49,55 одсто. Вредност фабрике је за три године дуплирана. После Другог светског рата, судском одлуком Компанија прелази у државну својину, а потом у друштвену својину, и добија име „Бранко Крсмановић“. Влада Теокаревић је био хапшен после рата, али касније пуштен и живео до средине седамдесетих година прошлог века.